# Ocimum tenuiflorum
Espèce
Ocimum tenuiflorum, également connu sous les noms de basilic tulsi ou de basilic sacré, est une espèce de plantes à fleurs de la famille des Lamiaceae. C'est une plante herbacée originaire d'Asie. Le tulsi est très consommé en Inde sous forme d'infusion qui se substitue souvent au thé. La médecine ayurvédique lui prête de nombreuses vertus.

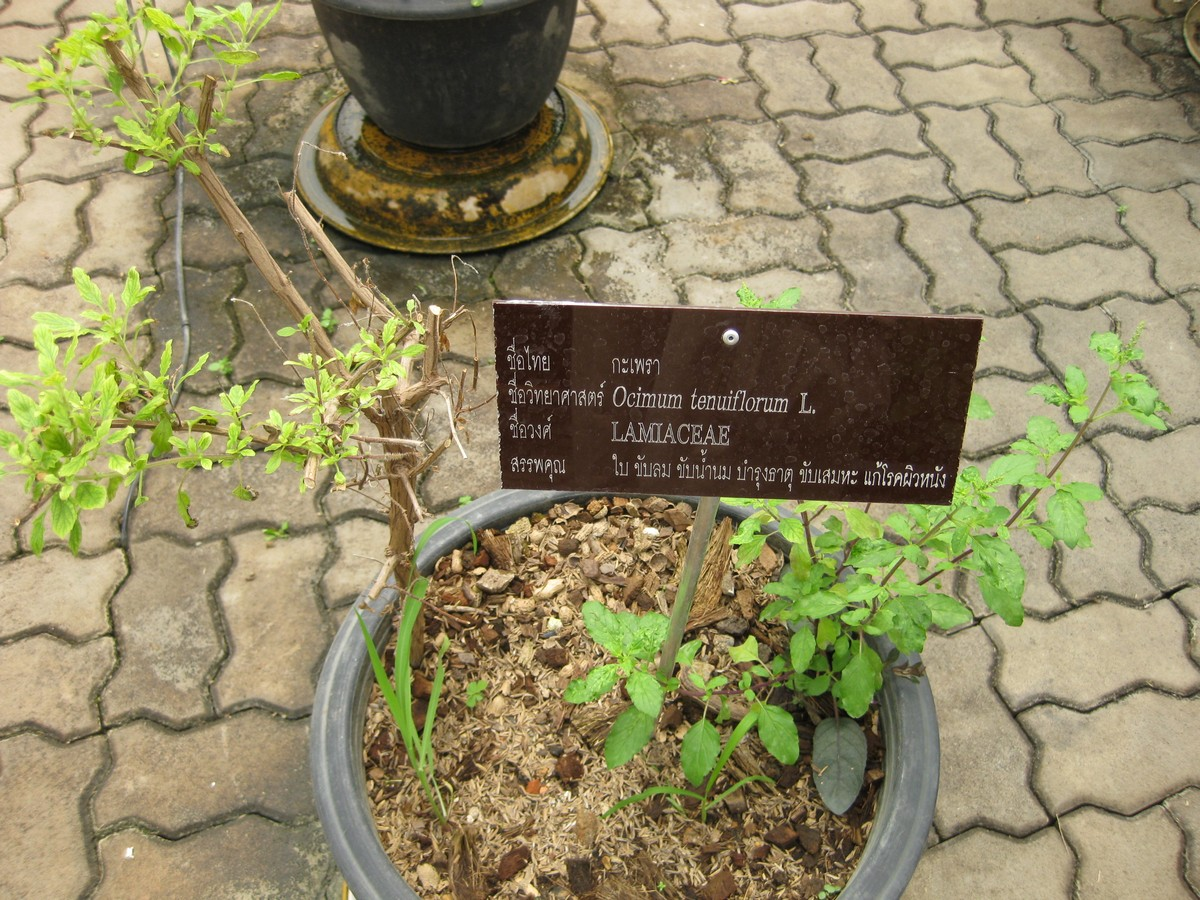
Basilic sacré en pot avec panneau descriptif en langue siamoise, au Jardin botanique de la reine Sirikit, en Thaïlande.

## Liste des variétés et formes
Selon Tropicos (25 mars 2014) (liste brute contenant possiblement des synonymes) :
- variété Ocimum tenuiflorum var. anisodorum (F. Muell.) Domin
- forme Ocimum tenuiflorum fo. villicaulis Domin

## Chimie
Cette plante et son huile contiennent divers composés phytochimiques parmi lesquels des tannins, des flavonoïdes, de l'eugénol, des caryophillènes, du carvacrol, du linalol, du camphre, de l'acétate de cynnamile,.

## Galerie

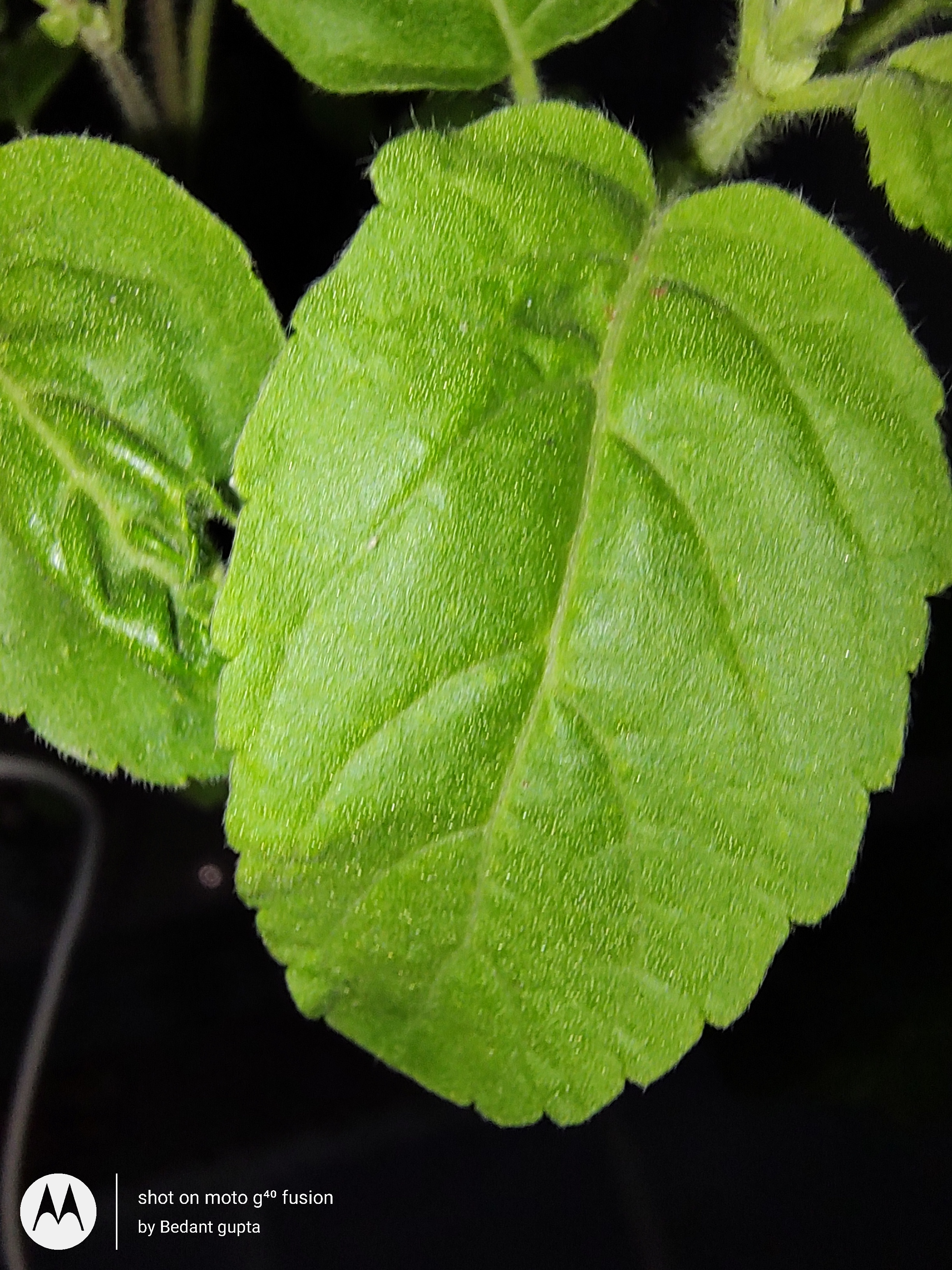
Feuilles.

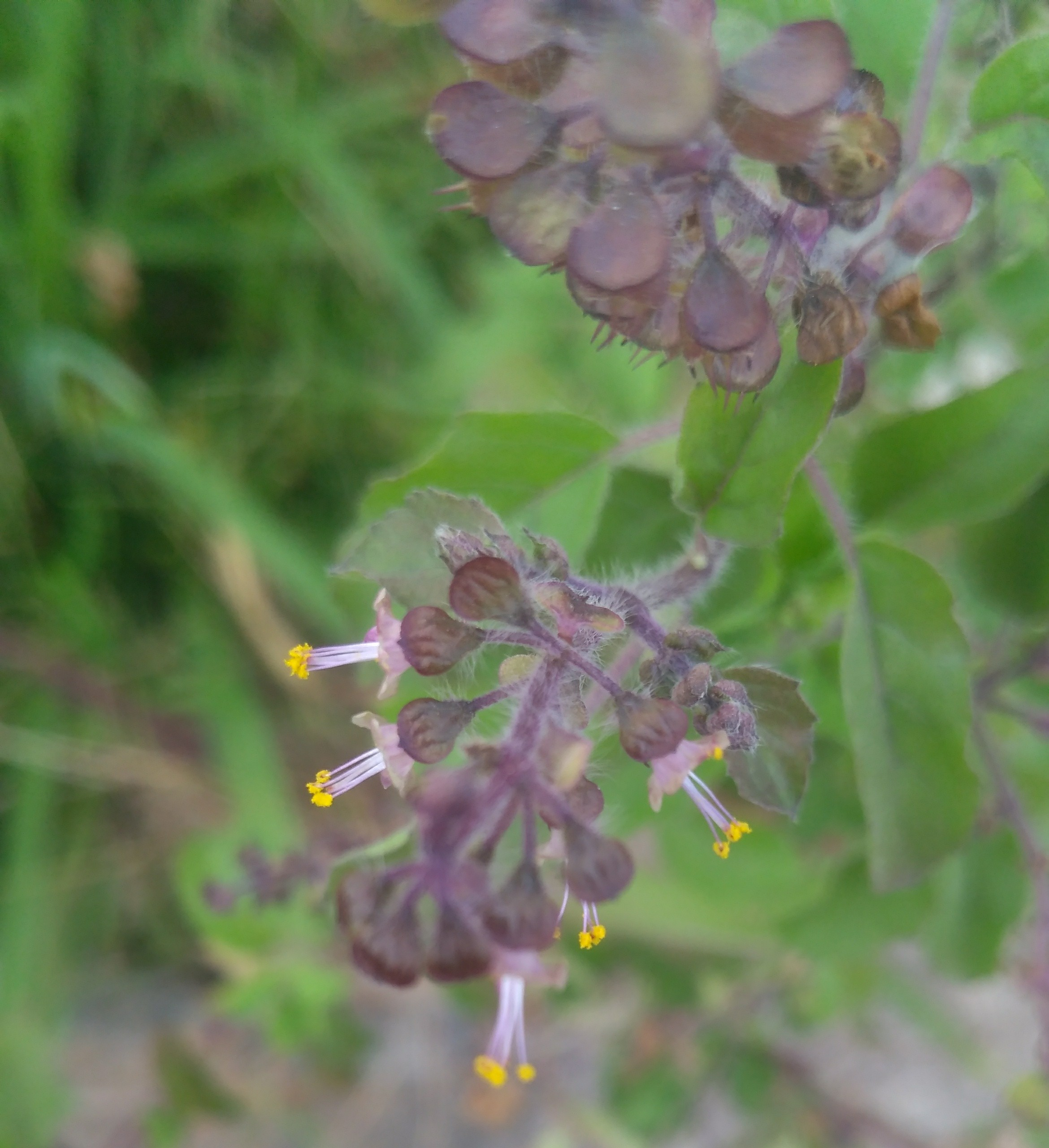
Inflorescences.

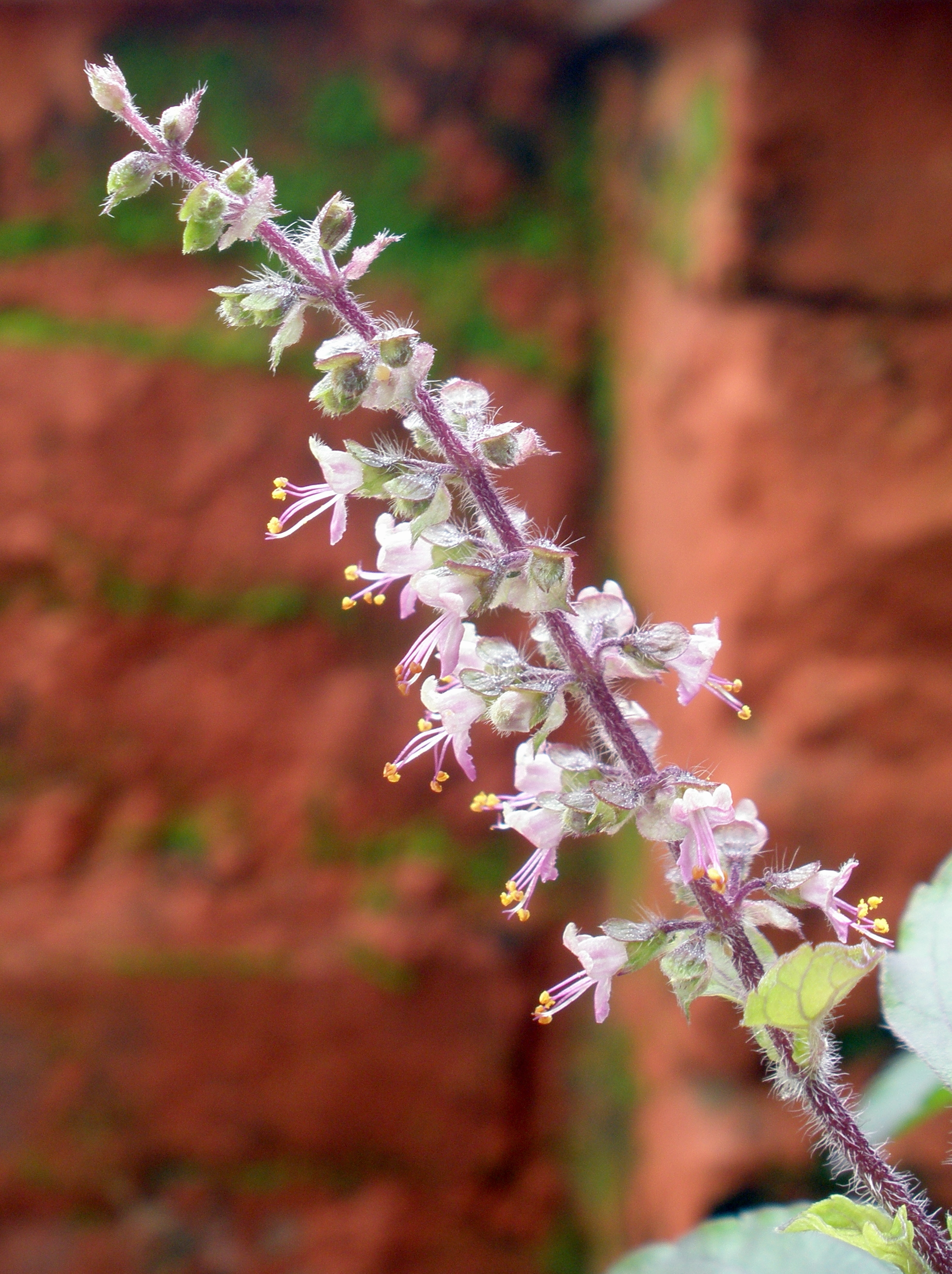
Fleurs.

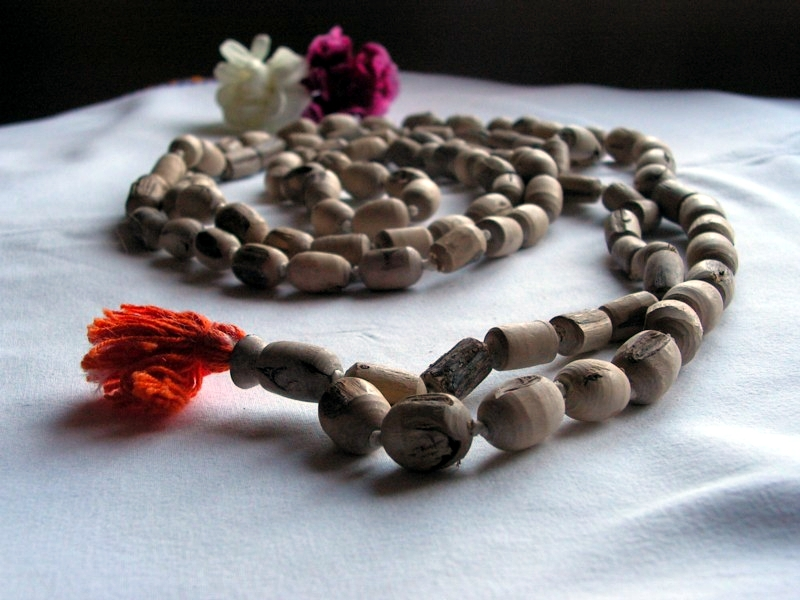
Chapelet fabriqué avec du bois de tulsi.